# ザック・オース
ザック・オース（Zak Orth, 1970年10月15日 - ）は、アメリカ合衆国出身の俳優である。

## 出演作品

### テレビ
- レボリューション2（アーロン・ピットマン）
- レボリューション（アーロン・ピットマン）
- ナース・ジャッキー
- FRINGE/フリンジ
- 30 ROCK/サーティー・ロック

### 映画
- 恋のロンドン狂騒曲（ナレーター）
- こわれた恋のなおし方
- それでも恋するバルセロナ
- マンデー・ナイト・センセーション
- 恋は負けない
- プライベート・ソルジャー
- イン&アウト
- ロミオ&ジュリエット